# Sinusaritmie

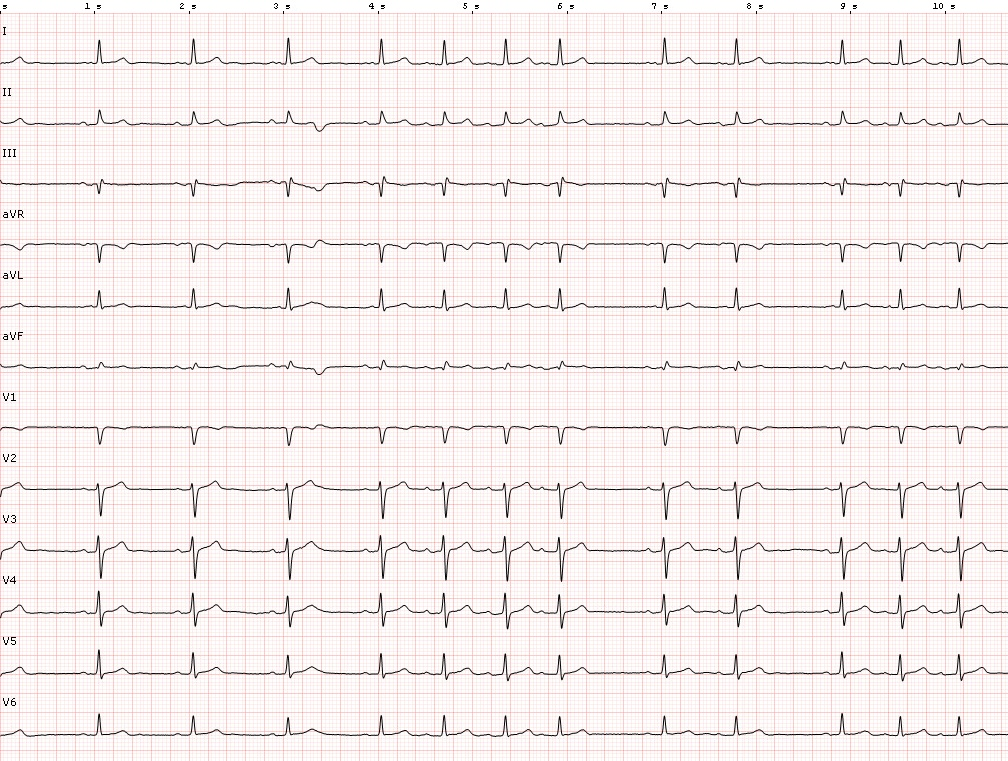

Het hart krijgt normaal gesproken ongeveer 60 tot 100 keer per minuut een elektrische prikkel uit de hersenen waardoor de sinusknoop wordt geactiveerd die vervolgens een prikkel afgeeft aan de hartspier. Die trekt dan samen waardoor het bloed vanuit het hart het lichaam in gepompt wordt. De elektrische prikkel ontstaat in de zogenaamde sinusknoop, een gespecialiseerd stukje weefsel dat zich bevindt boven in de rechter boezem. In de normale situatie zorgt de sinusknoop voor een sinusritme. Dit is een regelmatig ritme dat afhankelijk van lichamelijke activiteit of adrenaline hoger of lager wordt.
Wanneer het sinusritme per slag een wisselende frequentie heeft, spreken we van een sinusaritmie. Dit is een variant op het normale hartritme.
Bij een aandoening van de sinusknoop in het hart kan dit leiden tot stoornissen in het hartritme, vaak resulterend in een te traag ritme, sinusbradycardie. Afhankelijk van het soort ritme en de klachten kan deze aandoening met medicijnen of bij een blijvend te laag ritme met een pacemaker worden behandeld. Een pacemaker geeft elektrische stroomstootjes die alleen afgegeven worden als de sinusknoop geen elektrische prikkel geeft.